# Heterosentis paraplagusiarum
Heterosentis paraplagusiarum är en hakmaskart som först beskrevs av Brent B. Nickol 1972.  Heterosentis paraplagusiarum ingår i släktet Heterosentis och familjen Arhythmacanthidae. Inga underarter finns listade i Catalogue of Life.